# Керн, Джером
Дже́ром Дэ́вид Керн (англ. Jerome David Kern; 27 января 1885 — 11 ноября 1945) — американский композитор. Многие песни Керна приобрели популярность у эстрадных исполнителей («Smoke gets in your eyes», «A fine romance», «The way you look tonight»), некоторые («All the things you are») стали джазовыми стандартами. Автор музыки к мюзиклам (всего около 50), из которых наиболее известен «Плавучий театр» (англ. Show boat, Бродвей, 1927). Песня «Ol’ man river» из этого мюзикла (стилизация духовной песни афроамериканцев), посвящённая великой реке Миссисипи — один из главных хитов XX века.

## Биография
Джером Керн родился на острове Манхэттен (Нью-Йорк) в семье евреев, эмигрировавших из Германии. По семейной легенде, его назвали Джером в честь расположенного неподалёку Джером-парка. Отец Керна держал конюшню, затем стал торговать музыкальными инструментами и аксессуарами к ним. Он хотел и сына приобщить к бизнесу, однако Джером выбрал иной путь. Он проявил способности к музыке, и мать, опытный фортепианный исполнитель и учитель, обучила его игре на фортепиано и органе.
Керн закончил музыкальный колледж в Нью-Йорке (1904) и затем продолжил обучение в Европе. Сочинённые им музыкальные номера для лондонских театров пользовались успехом.
1910: женится на Еве Лил (Eva Leale), у них родилась дочь. Вскоре Керн возвращается в Нью-Йорк, работает театральным пианистом. Отдельные песни, сочинённые Керном в 1910-х годах, приобретают популярность.
1915: Керн опаздывает на пароход «Лузитания», который должен был доставить его в Лондон. Это спасает ему жизнь.
К концу 1920-х годов Керн становится известным театральным композитором, на Бродвее поставлены 16 его мюзиклов и шоу.
1925: Керн знакомится с известным либреттистом и продюсером Оскаром Хаммерстайном; с этого момента начинается их многолетняя дружба и сотрудничество.

Плакат к фильму «Плавучий театр» (1951)

1927: Керн и Хаммерстайн создают гордость американского мюзикла, оперетту «Плавучий театр» (Showboat). Это лучшее произведение Керна, его постановка продолжается и в наши дни. «Песня о Миссисипи» (Ol' Man River) из этой оперетты стала народной, многие другие музыкальные номера исполняются до сих пор лучшими певцами США.
«Плавучий театр» был трижды экранизирован (последний раз — в 1951 году, с Кэтрин Грэйсон и Авой Гарднер).
После грандиозного успеха «Плавучего театра» Керн заключает контракт с кинокомпанией Warner Bros. (1930) на создание звуковых киномюзиклов. Однако первый его фильм (Men of the Sky) был встречен холодно, и Керн снова возвращается к театральной музыке.
Новым успехом стали мюзиклы «Music in the Air» (1932) и «Роберта» (Roberta, 1933). Первый памятен благодаря песне «The Song Is You», а во втором звучит знаменитый «Дым» (Smoke Gets In Your Eyes). «Роберту» экранизировали в 1935 году, в фильме играли Джинджер Роджерс и Фред Астер.
Второе обращение к киномузыке происходит в 1935 году и оказывается более успешным. В 1936 году песня Керна «The Way You Look Tonight» для фильма «Swing Time» (также с участием Джинджер Роджерс и Фреда Астера) получила премию Оскара в номинации «за лучшую песню». В этом фильме звучали и другие прекрасные песни Керна, в том числе знаменитая «A Fine Romance». Ещё одного «Оскара» Керн получил в военный 1941 год за песню «The Last Time I Saw Paris», вставленную в фильм «Lady Be Good» (хотя эта песня была написана вовсе не для фильма).
Мюзикл «Very Warm for May» (1939) успеха не имел, однако добавил в золотой фонд американской песни один из шедевров Керна: «All The Things You Are».
1939: после инфаркта Керн, по совету врачей, ограничивается киномузыкой как менее утомительным занятием.
«Лебединой песней» Керна стали два киномюзикла 1944-го года. Первый из них — «Cover Girl» с Ритой Хейворт и Джином Келли. Именно там прозвучала замечательная песня «Long Ago and Far Away». Вторым стал «Can’t Help Singing» с Диной Дурбин.
5 ноября 1945 года в Нью-Йорке, во время одиночной прогулки, Керн упал без сознания (как позже выяснилось, инсульт). Документов у него при себе не было, поэтому Керна отправили сначала в бесплатную больницу на острове Уэлфэр и лишь спустя несколько дней, когда его нашли друзья, перевели в другую лечебницу. Оскар Хаммерстайн сидел с Керном до последнего дня, однако композитор скончался 11 ноября, так и не придя в сознание.
Керн похоронен на нью-йоркском кладбище Фернклифф. Его провожали все знаменитости Голливуда, некролог прочитал по радио президент Гарри Трумэн.
Уже в следующем году киностудия Metro-Goldwyn-Mayer выпустила киноверсию его жизни «Пока плывут облака» (Till the Clouds Roll By).

## Творчество

### 1904—1911
В перечисленных ниже спектаклях и ревю раннего периода Керну принадлежат лишь отдельные номера.
- Mr. Wix of Wickham (1904)
- The Catch of the Season (1905)
- The Earl and the Girl (1905)
- The Rich Mr. Hoggenheimer (1906)
- The Dairymaids (1907)
- The Girls of Gottenberg (1908) — песня «I Can’t Say That You’re The Only One»
- Fluffy Ruffles (1908) — 8 из 10 песен, в том числе «Fluffly Ruffles»
- Kitty Grey (1909) — песни «If The Girl Wants You (Never Mind the Color of Her Eyes)» и «Just Good Friends»
- King of Cadonia (1910)
- La Belle Paree (1911)
- Ziegfeld Follies of 1911 (1911) — песня «I’m a Crazy Daffy-Dill (Daffydil)»

### 1912—1924
В этот период Керн уже пишет музыку преимущественно единолично.
- The Girl from Montmartre (1912)
- The «Mind-the-Paint» Girl (1912)
- The Red Petticoat (1912)
- Oh, I Say! (1913)
- When Claudia Smiles (1914)
- The Girl from Utah (1914) — пять песен, включая «They Didn’t Believe Me»
- 90 in the Shade (1915)
- Nobody Home (1915)
- Cousin Lucy (1915)
- Miss Information (1915)
- Very Good Eddie (1915, возобновлён в 1975)
- Ziegfeld Follies of 1916 (1916) — «When the Lights Are Low», «My Lady of the Nile», «Ain’t It Funny What a Difference Just a Few Drinks Make?»
- Have a Heart (1917)
- Love o' Mike (1917)
- Oh, Boy! (1917)
- Ziegfeld Follies of 1917 (1917) — «Because You Are Just You (Just Because You’re You)»
- Leave It to Jane (1917, возобновлён в 1958)
- Oh, Lady! Lady! (1918)
- Toot-Toot! (1918)
- Rock-a-Bye Baby (1918)
- Head Over Heels (1918)
- She’s a Good Fellow (1919)
- The Night Boat (1920)
- Hitchy-Koo of 1920 (1920)
- Sally (1920, возобновлён в 1923, 1948)
- Good Morning Dearie (1921)
- The Cabaret Girl (London 1922)
- The Bunch and Judy (1922)
- Stepping Stones (1923)
- Sitting Pretty (1924)
- Dear Sir (1924)

### 1925—1945
- Sunny (1925)

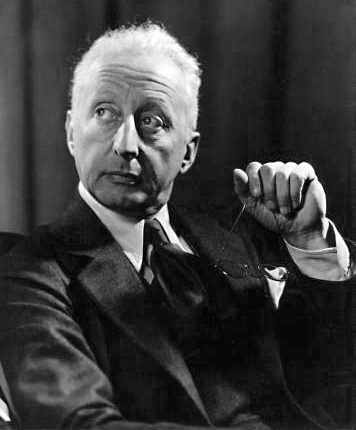
Керн в 1934 году

- The City Chap (1925) переработка The Cabaret Girl
- Criss Cross (1926)
- Lucky (1927) — в соавторстве
- Плавучий театр (Show Boat, 1927) — (2 песни из 19 написаны не Керном)
постановка возобновлялась в 1932, 1946, 1954, 1961, 1966, 1976, 1983, 1994
- Sweet Adeline (1929)
- The Cat and the Fiddle (1931) — в соавторстве
- Music in the Air (1932, возобновлена в 1951)
- Роберта (Roberta, 1933)
- Mamba’s Daughters (1939, возобновлена в 1940)
- Very Warm for May (1939)